# ロマンスカード
ロマンスカードは、小田急電鉄が発売していたプリペイドカード。

## 概要
1988年10月1日に小田急電鉄が発行を開始した「小田急電鉄線内のみ有効」のプリペイドカードである。名称の由来は小田急電鉄線内を走る小田急ロマンスカーから。
500円、1,000円、3,000円、5,000円の4種類の券種が発売され、小田急線各駅（発売当初は多摩線の黒川駅のみ利用が出来なかった）などで利用ができた。なお、5,000円券を購入すると、5,300円分の利用ができた。
日本国有鉄道→JRの発行しているオレンジカードと同様に、自動券売機にカードを挿入し、きっぷを購入しなければならなかった。
一時期、カードの裏面に「このカードで、乗越精算はできません。」（=自動精算機では利用できない）という表記がされていたが、その後発売されたカードでは自動精算機での乗り越し精算も可能になっていた。
その後、2000年10月14日に、小田急電鉄がパスネットを導入する事になり、ロマンスカードの発売は中止された。
2008年3月15日からパスネットが改札機で使用できなくなり払い戻しされるのにあわせて、ロマンスカードも同日から払い戻しを受け付ける事になった。
ただし、2012年12月15日までは引き続き自動券売機・精算機での使用が可能である。
また、2013年3月15日を以って払い戻しの受付も終了した。